# Smrk
Smrk (Picea) je bohatě zastoupený rod stromů, výjimečně keřů z čeledi borovicovité. Patří do něho dle různých pojetí 33 až 40 druhů rostoucích v chladných a mírných oblastech severní polokoule.

## Popis

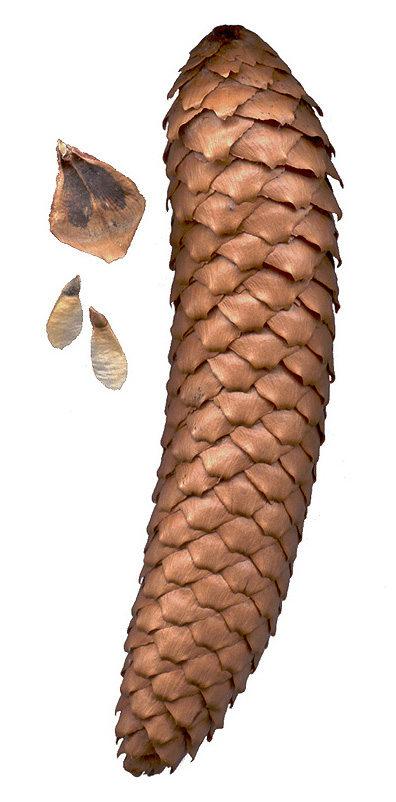
Tuhá šiška smrku ztepilého

Smrky jsou vždyzelené stromy obvykle dosahující mohutného vzrůstu (nejvíce smrk sitka až 80 m), s korunou většinou kuželovitého nebo válcovitě kuželovitého tvaru. Větvení je výrazně monopodiální, větve vyrůstají v přeslenech. Architektura větví a koruny je morfologicky značně proměnlivá, a to i v rámci jednotlivých druhů, s větvemi nižších řádů deskovitě uspořádanými nebo převisajícími. Kůra (borka) je tenká, drsná, šupinovitého vzhledu, dřevo obsahuje pryskyřičné kanálky.
Jehlice jsou dvojího typu: jednak čtyřhranného průřezu s jedním cévním svazkem (většina druhů), jednak ploché, na rubu se dvěma bílými průduchovými proužky jako u jedle (smrk omorika, sitka). Na rozdíl od jedle vyrůstají na vystouplých listových polštářcích, po jejich opadání jsou tedy větvičky drsné, což je jedním z hlavních rozlišovacích znaků tohoto druhu od ostatních jehličnanů.

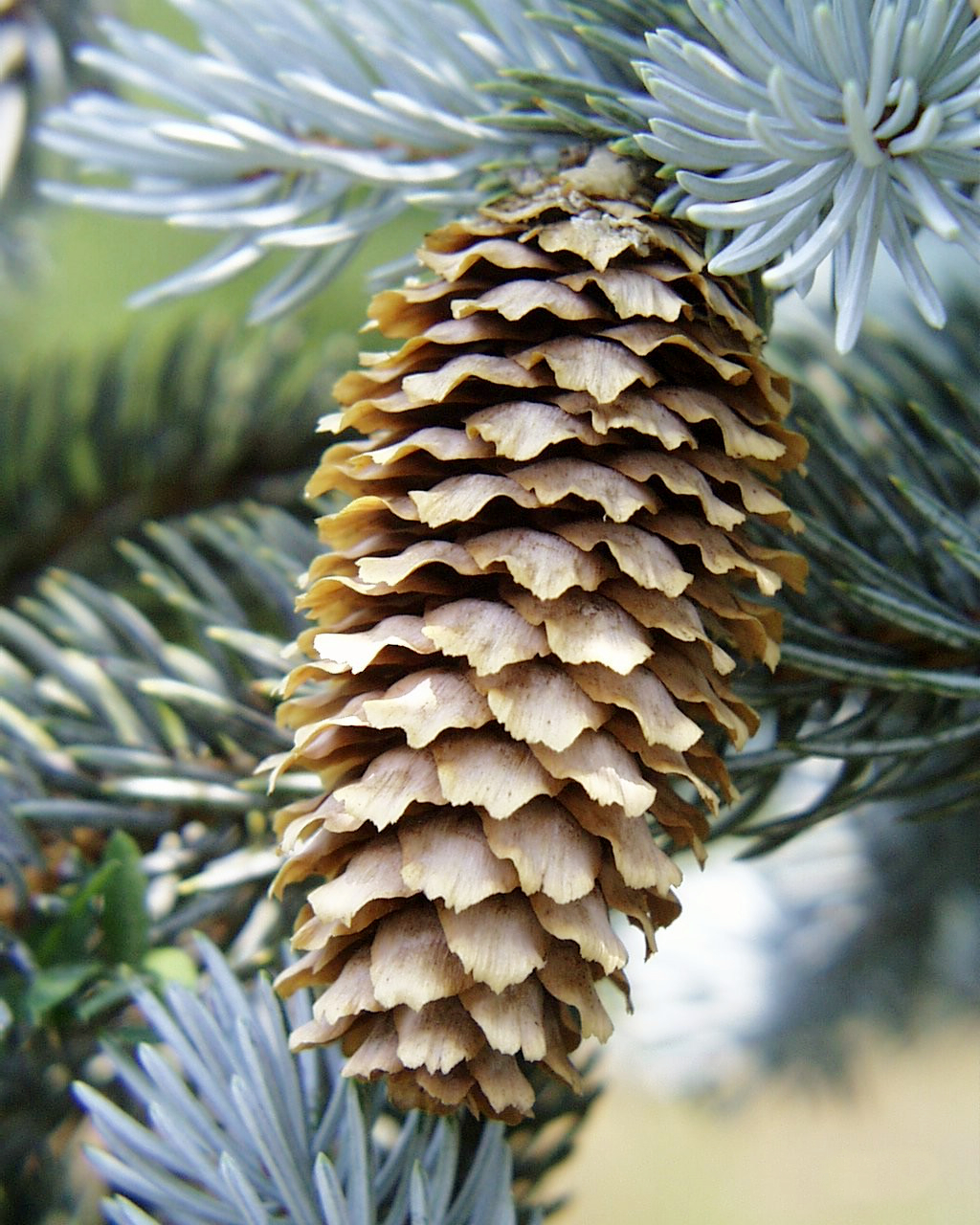
Měkká světlá šiška smrku pichlavého

Všechny druhy jsou jednodomé, anemogamní; samčí šištice vyrůstají v paždí jehlic na loňských větvičkách, samičí šištice na konci loňských větviček, většinou ve špičce koruny. Samičí šištice jsou na větévkách během kvetení vzpřímené, po opylení se stáčejí směrem dolů. Dozrálé šišky jsou složeny ze značného počtu zdřevnatělých šupin, uspořádaných ve šroubovici; dozrávají už během prvního roku a opadávají vcelku. Jsou opět dvojího typu: tuhé, s tmavěji hnědými, neohebnými semennými šupinami (typ "Morinda", např. smrk ztepilý), a měkké, s ohebnými, světle hnědými, papírovitými šupinami (typ "Casicta", např. smrk pichlavý). Semena jsou opatřena snadno oddělitelnými blanitými křidélky.

## Výskyt

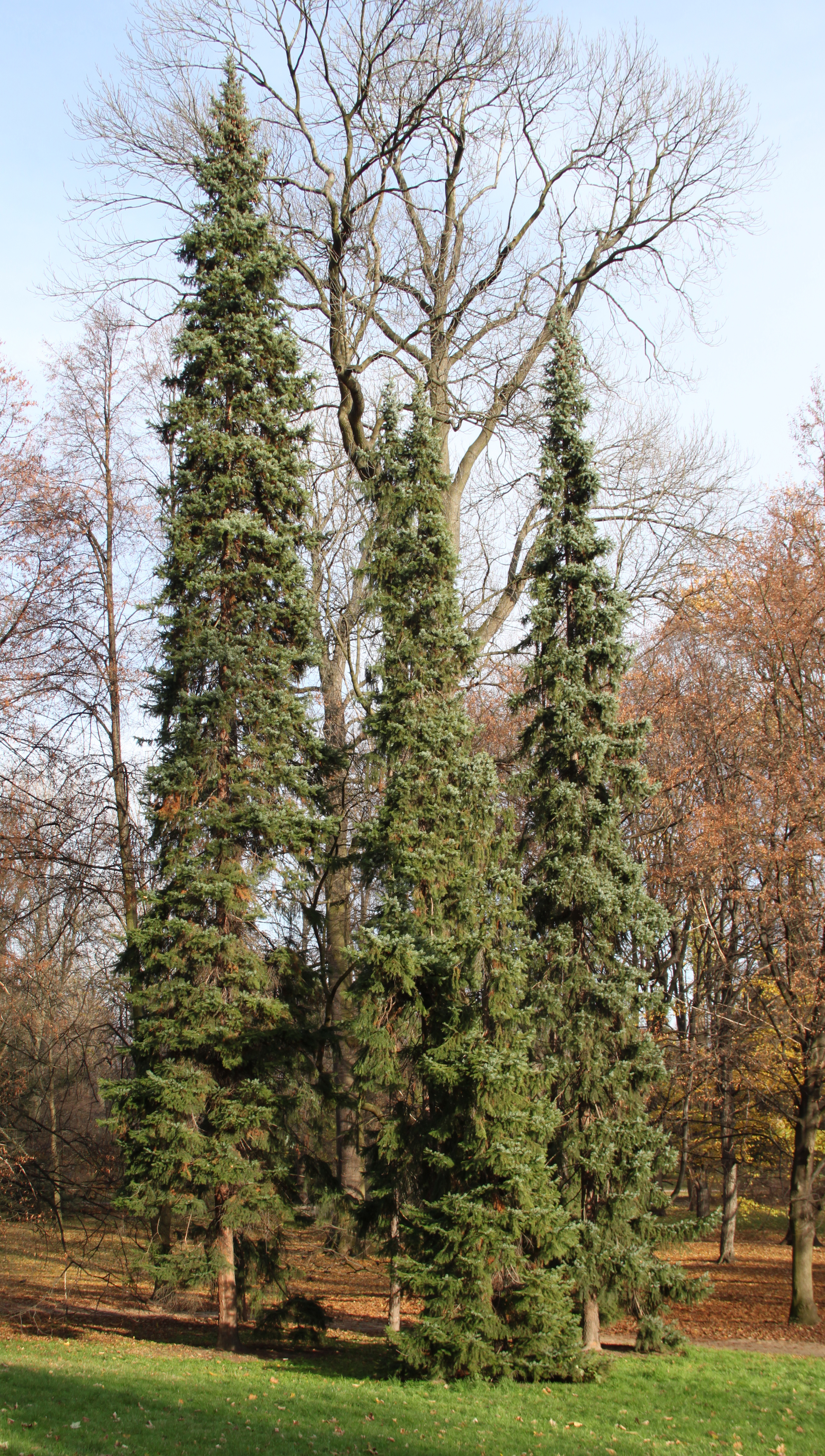
Dekorativní habitus smrku omorika

Původní areál rozšíření příslušníků tohoto rodu je chladnější pásmo severní polokoule. Těžištěm výskytu jsou boreální lesy severní Evropy, Sibiře a Severní Ameriky, ve vyšších polohách roste i v mírném pásu, v horách zasahuje až k severní hranici subtropů. Nejjižněji zasahuje P. morrisonicola na Tchaj-wanu a P. chihuahuana v Mexiku. V Evropě jsou původní tři druhy (smrk ztepilý, na Balkáně smrk omorika, ze Sibiře do severovýchodní Evropy zasahuje areál smrku sibiřského); 7–9 druhů pochází ze Severní Ameriky (vesměs hojně sadovnicky pěstované druhy jako smrk pichlavý, sivý, černý či sitka). Největší druhové pestrosti dosahuje rod ve východní Asii.
Dnes se smrky lesnicky pěstují na celé mírné a chladnější části severní polokoule, jako okrasné stromy se vyskytují i na jižní polokouli (zejména v Austrálii a na Novém Zélandu).

## Význam
Měkké smrkové dřevo je nejpoužívanějším jehličnatým dřevem v průmyslu, má široké použití jako stavební materiál, pro výrobu nábytku a v minulosti bylo používáno v konstrukcích letadel.[zdroj?] Dřevní hmota je též surovinou pro výrobu celulózy, zejména pro potřeby papírenského průmyslu. Smrk proto bývá masivně pěstován, často v monokulturních porostech devastujících původní lesní společenstva.
Řada druhů má značný sadovnický význam jako okrasné stromy v parcích a zahradách, vhodné pro solitérní i kulisovou výsadbu. Mladé smrky jsou též oblíbené jako vánoční stromečky, v Evropě především smrk ztepilý, v Americe smrk černý, sivý nebo pichlavý.
Jehlice a pryskyřice obsahují vonné silice, kterých se používá k léčbě revmatu, bolestí kloubů a zad, poruch prokrvení či zánětu dásní a k aromaterapii při stresu a vyčerpání. Také jsou vhodné pro léčbu astmatu, kašle a bronchitidy. Z čerstvých výhonků se v některých zemích vařilo a vaří smrkové pivo.
Některé druhy smrku (ztepilý, sivý, ajanský) se využívají pro pěstování bonsají.

## Taxonomie a evoluce
Smrk jako rod existuje patrně od konce druhohor, což zhruba odpovídá ostatním rodům v čeledi borovicovitých; současné druhy se diferencovaly v průběhu třetihor, kdy se též staly dominantami lesů severní polokoule. Předpokládaným vývojovým centrem rodu je buď východní Asie, odkud by se šířil jednak západní cestou do Evropy a na Sibiř, jednak východní cestou přes Beringovu šíji do Ameriky; tomu by napovídal výskyt vývojově starých druhů jako Picea koyamai na východě Asie. Fosilní nálezy a některé fylogenetické studie naopak podporují myšlenky o severoamerickém původu rodu.
Dle fylogenetických studií je nejbližším příbuzným rod Cathaya; společně se smrkem tvoří sesterskou větev s rodem Pinus (borovice). Jde o dobře vymezený monofyletický rod, jehož bazální větve představují P. breweriana a P. sitchensis. Zbytek se dále dělí do tří vývojových větví, z nichž první zahrnuje dva severoamerické smrky sivý a Engelmannův, druhá větší množství převážně asijských smrků a třetí pak smrky severozápadní Asie, Evropy a některé americké druhy (P. pungens, P. mariana).

### Taxonomický přehled
P. A. Schmidt (1991) dělí rod dle typu šišek a jehlic do dvou podrodů. Do podrodu Picea řadí smrky s tuhými šiškami typu Morinda (viz výše), do podrodu Casicta smrky se šiškami měkkými. Tyto podrod se dále vnitřně dělí.

#### PodrodPicea

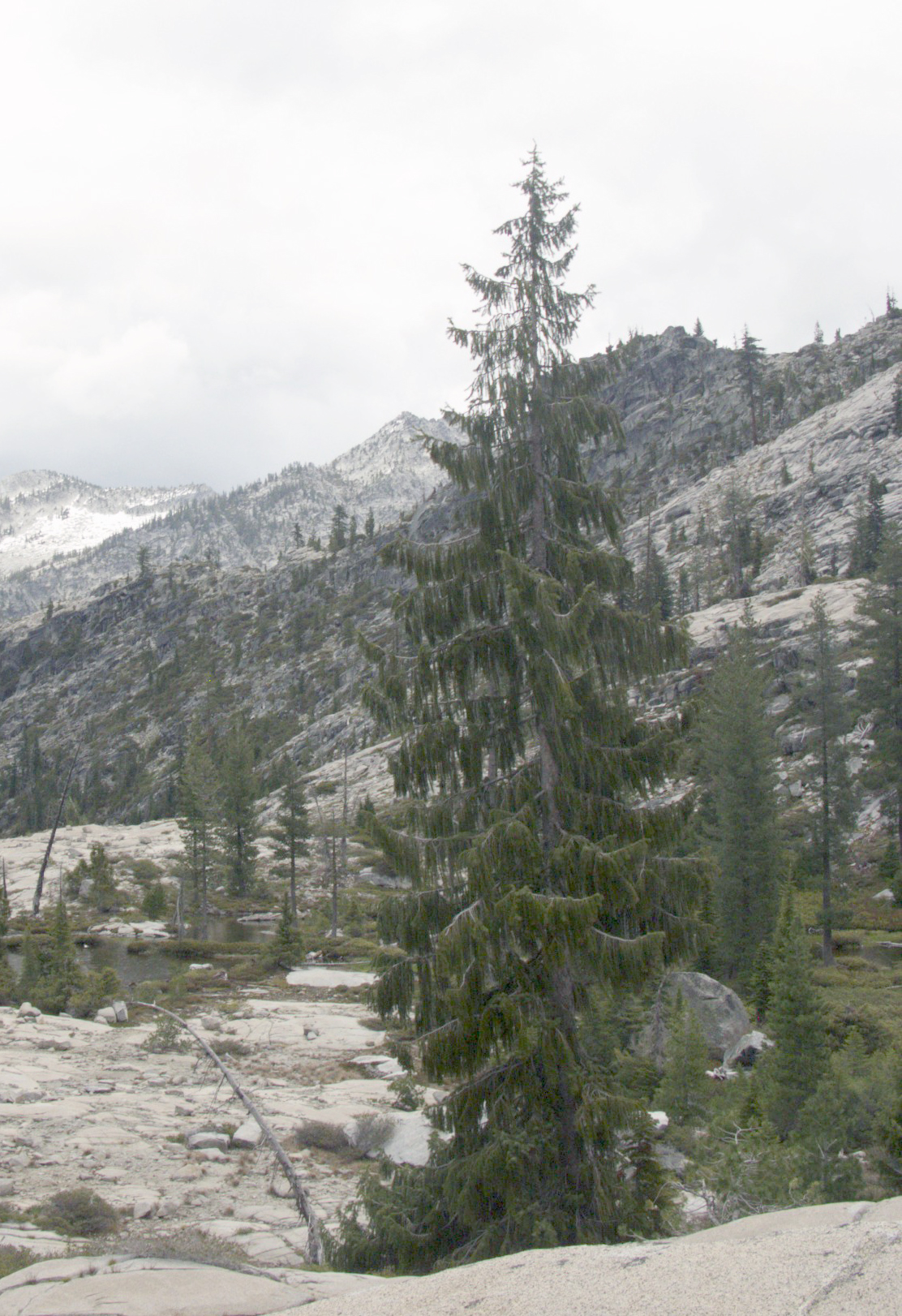
Smrk Brewerův s typicky převislými větvičkami

- Smrk Brewerův s typicky převislými větvičkamiSekce Omorikae (ploché jehlice s bílými průduchovými proužky)
  - Picea brachytyla
  - Picea breweriana – smrk Brewerův
  - Picea farreri
  - Picea omorika – smrk omorika
  - Picea spinulosa
- Sekce Picea (hranaté stejnobarvé jehlice s průduchy ze všech stran)
  - Podsekce Marianae
    - Serie Orientales
      - Picea orientalis – smrk východní

    - Serie Rubentes
      - Picea glehnii – smrk Glehnův
      - Picea mariana – smrk černý
      - Picea rubens - smrk červený

  - Podsekce Picea
    - Smrk černý (Picea mariana)Serie Politae

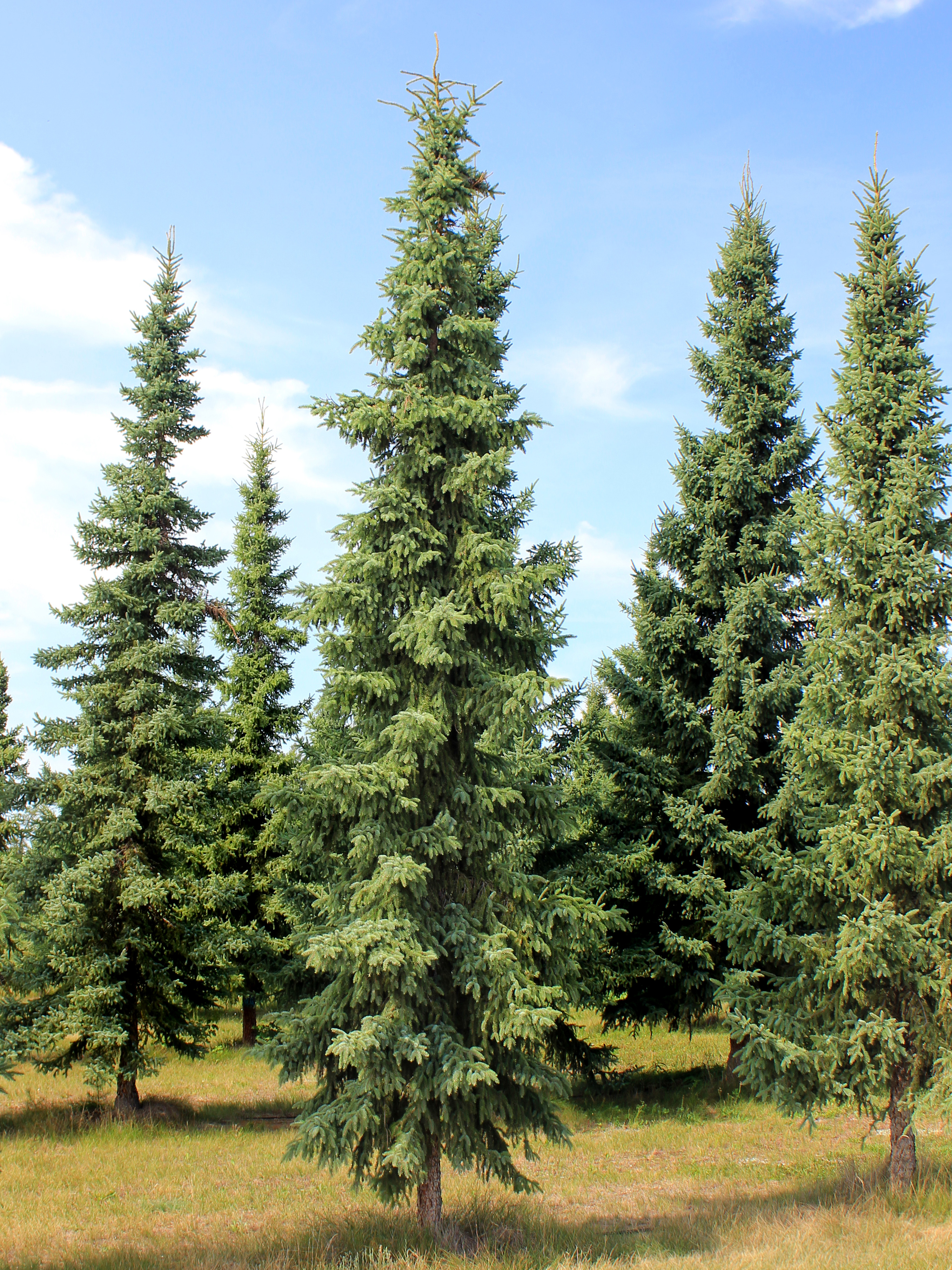
Smrk černý (Picea mariana)

      - Picea alcoquiana (syn.: Picea bicolor) – smrk dvoubarvý
      - Picea maximowiczii – smrk Maximowičův
      - Picea torano (syn.: Picea polita) – smrk lesklý

    - Serie Smithianai
      - Picea morrisonicola
      - Picea schrenkiana – smrk Schrenkův
      - Picea smithiana
      - Picea wilsonii

    - Smrk štětinatý (Picea asperata), ČínaSerie Asperatae
      - Picea asperata agg.

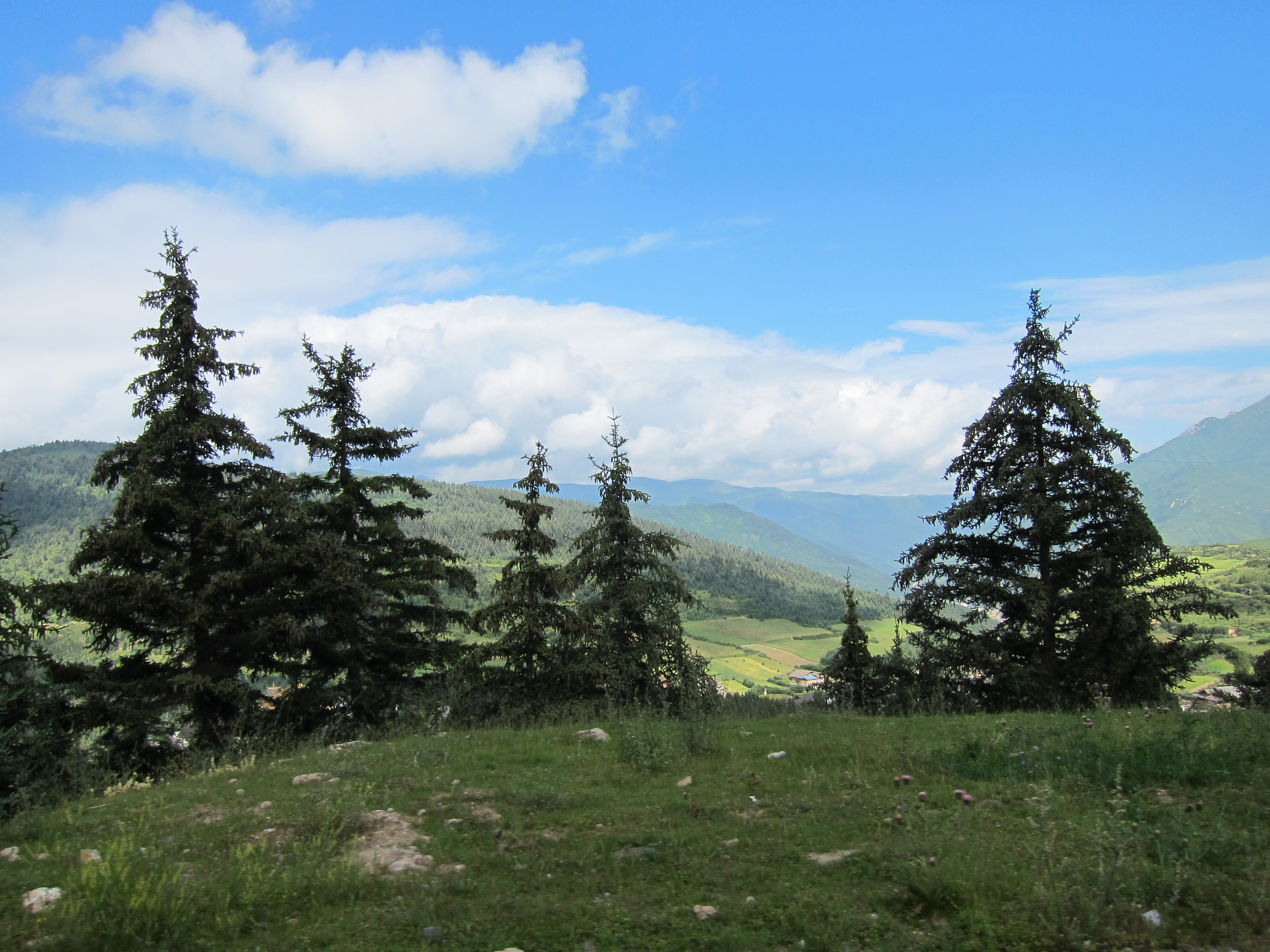
Smrk štětinatý (Picea asperata), Čína

        - Picea asperata – smrk štětinatý
        - Picea crassifolia
        - Picea meyeri
        - Picea neoveitchii

      - Picea chihuahuana
      - Picea martinezii

    - Serie Picea
      - Picea abies – smrk ztepilý
      - Picea koraiensis – smrk korejský
      - Picea koyamae – smrk Koyamův
      - Picea obovata – smrk sibiřský

    - Serie Glaucae
      - Picea glauca – smrk sivý

#### PodrodCasicta

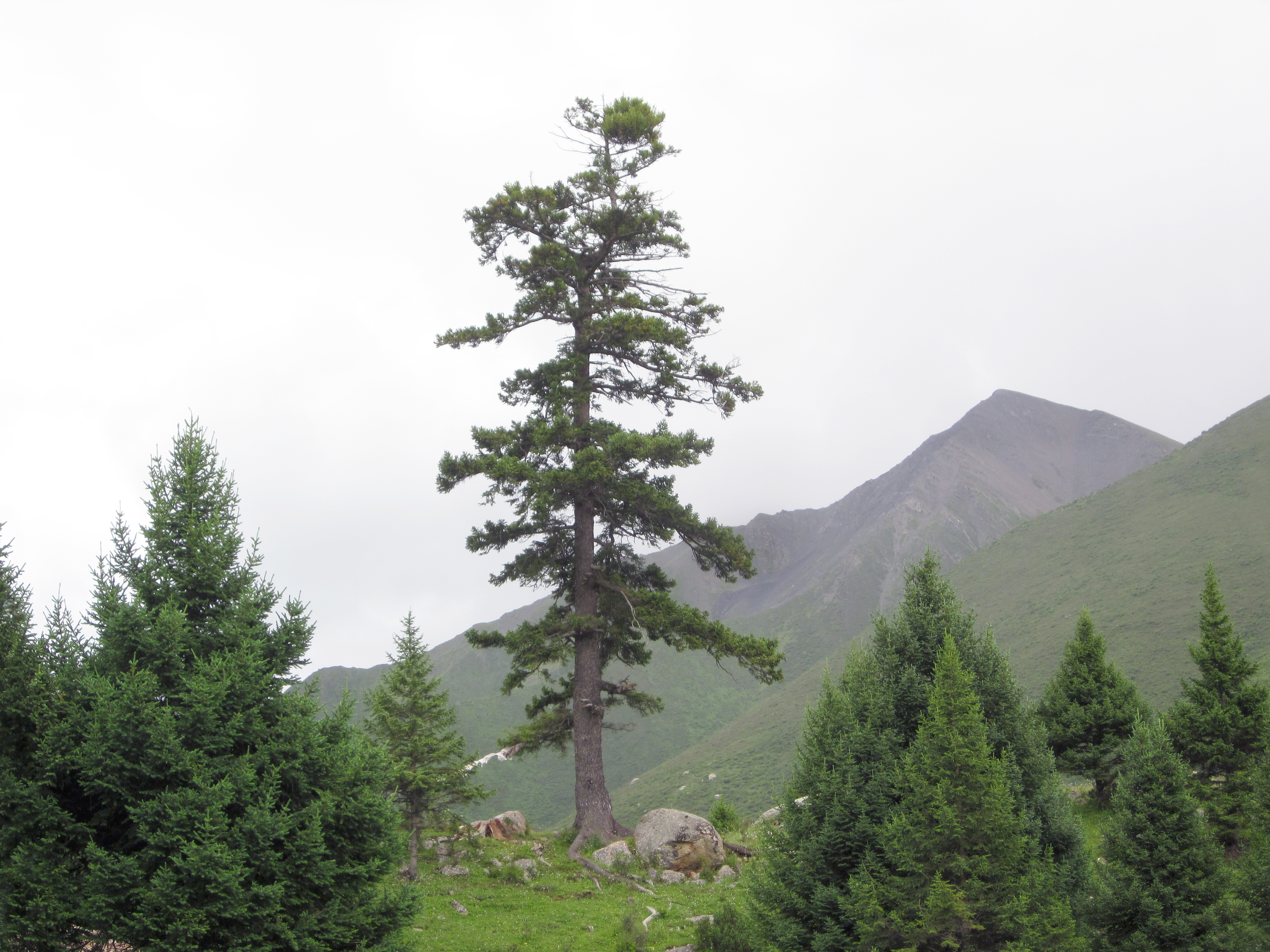
Smrk nachový (Picea purpurea) v čínských horách

- Smrk nachový (Picea purpurea) v čínských horáchSekce Sitchenses (ploché jehlice s bílými průduchovými proužky)
  - Serie Ajanenses
    - Picea jezoensis – smrk ajanský
    - Picea sitchensis – smrk sitka

  - Serie Likiangenses
    - Picea likiangensis agg.
      - Picea likiangensis (syn: Picea balfouriana incl.) – smrk liťiangský
      - Picea purpurea – smrk nachový
- Sekce Pungentes (hranaté stejnobarvé jehlice s průduchy ze všech stran)
  - Picea engelmannii – smrk Engelmannův
  - Picea pungens – smrk pichlavý

## Druhy pěstované v Česku
V Česku a ve střední Evropě je původní jediný druh: smrk ztepilý (Picea abies).
Další druhy se pěstují jako okrasné stromy, řidčeji i v lesních kulturách:
- Picea glauca – smrk sivý – ze Severní Ameriky
- Picea engelmanni – smrk Engelmannův – ze Severní Ameriky
- Picea mariana – smrk černý – ze Severní Ameriky
- Picea omorika – smrk omorika – z oblasti bývalé Jugoslávie
- Picea pungens – smrk pichlavý – ze Severní Ameriky
- Picea sitchensis – smrk sitka – ze Severní Ameriky